# Villino Centurini
Il Villino Centurini è un edificio di Roma nel quartiere Castro Pretorio; il suo fronte principale si affaccia su piazza Indipenzenza, e fa angolo con Via Vittorio Bachelet. Fu edificato nel 1874 su ordine di Alessandro Centurini.

## Storia
L'edificio fu progettato e costruito nel 1874 dall'architetto svizzero Enrico Kleffler (1840-1891) per il committente Alessandro Centurini (1830-1916), industriale genovese.
Il palazzo, costruito nell'attuale quartiere Castro Pretorio, fu uno dei primi a sorgere nel nuovo quartiere noto come "Macao", in Piazza dell'Indipendenza, conosciuta all'epoca come Piazza del Macao. La tipologia del villino ricorda i modelli francesi o tedeschi, e soddisfa le esigenze della classe dirigente della nuova Italia unificata.
Nel 1933 fu venduto dagli eredi al Comune di Roma e, due anni dopo, iniziò a ospitare il Liceo-Ginnasio "Giulio Cesare". Dal 1936 ospitò anche la sede del Regio Istituto Magistrale Alfredo Oriani, ed oggi il Liceo Statale Niccolò Machiavelli. Un anno prima, per soddisfare la domanda di maggior spazio per gli studenti, era stato costruito un nuovo edificio attaccato alla vecchia dimora, che cambiò irrimediabilmente il suo carattere, a causa della perdita della facciata sul giardino, che si estendeva precedentemente fino a Via Vicenza.
Nel corso degli anni, gli interni del villino sono stati modificati e trasformati per adattarsi a nuove realtà scolastiche. Di conseguenza, le stanze, i salotti e persino la cucina sono stati trasformati in aule, laboratori ed uffici. Nel 1996 iniziarono i primi lavori di restauro dell'edificio: furono recuperate la facciata principale su Piazza dell'Indipendenza e quella su Via Bachelet. Nel 1999, dopo il crollo di una parte interna sopra la scala di accesso al primo piano, iniziarono i lavori per la conservazione e il restauro degli interni, conclusisi nel maggio 2002.